# Costanzo Cantoni
Costanzo Cantoni (Gallarate, 6 aprile 1800 – Gallarate, 14 febbraio 1876) è stato un imprenditore italiano dell'industria tessile.

## Biografia
Era il figlio di Benedetto Cantoni, maggiore della guardia nazionale sotto la Repubblica Cisalpina e comandante del Dipartimento d'Olona, di famiglia benestante, e di Maria Lanti.
Proveniente da una famiglia di commercianti di generi alimentari e tessuti, fondò la prima attività produttiva nel 1820 a Gallarate. Nel 1835 Costanzo Cantoni era socio con Camillo Borgomanero in uno stabilimento tessile per la lavorazione del cotone a Legnano. L'inizio di questa attività di Borgomanero (primo nucleo del Cotonificio Cantoni) risale al 2 ottobre 1830. Queste attività pre-industriali sfruttavano la forza motrice dell'Olona, e i due soci acquistarono alcuni mulini per la macina del grano presenti sul fiume per adattarli alla nuova funzione.
Questo apparato di filatura permetteva una bassa produzione, e solo dagli anni quaranta iniziò una vera e propria fase di crescita. Ci fu un miglioramento tecnologico con l'installazione di ruote idrauliche che permettevano una migliore resa nello sfruttamento della forza motrice dell'Olona.
Gli occupati nella filatura Cantoni di Legnano nel 1845 era di 286 lavoratori, un numero ragguardevole per l'epoca.
Negli anni seguenti Costanzo Cantoni aggregò allo stabilimento una piccola tintoria ed alcune macchine per l'apprettatura ed il fissaggio dei tessuti.
Questi investimenti del Cotonificio Cantoni portarono alla trasformazione dell'attività pre-industriale in un vero e proprio stabilimento industriale.
Nel 1855 la Cantoni fu la sola impresa della Lombardia a prendere parte all'Esposizione Universale di Parigi.
Nel 1860, oltre all'iniziale filatura, l'azienda includeva una serie di attività accessorie menzionate nel paragrafo precedente, un'officina per falegnami e meccanici, e degli uffici, tutto concentrato nel nucleo originale intorno agli ex-mulini da grano. Nel 1865 i Cantoni iniziarono alcuni interventi sull'Olona, nel tratto che attraversava il cotonificio, per incrementare la forza motrice tratta dal fiume. Oltre all'acquisto di altri due mulini, fu rettificato il corso dell'Olona con lo scavo di un nuovo alveo e l'eliminazione delle anse naturali, e fu costruito un canale artificiale ad uso dello stabilimento. Gli antichi mulini furono successivamente demoliti.
Acquistò una stamperia di tessuti vicino a Porta Vercellina, a Milano, che fu diretta da Ernesto De Angeli. Lo stabilimento passò, dal 1878, alla De Angeli-Frua.
Negli anni settanta ci fu l'ingrandimento della fabbrica con l'acquisto di nuovi terreni. Nel 1872 la ditta cambiò denominazione in Società Anonima Cotonificio Cantoni. Il cotonificio di Costanzo Cantoni fu la prima impresa cotoniera ad fare uso della forma di società azionaria. In questi anni la guida della ditta passò al figlio Eugenio. Costanzo si dedicò principalmente all'amministrazione dei propri beni.
Oltre che a Legnano e Castellanza (aperto nel 1845), fondarono un cotonificio anche a Bellano (1870).
I Cantoni furono i primi veri industriali cotonieri italiani, nella concezione moderna del termine. Morì nel 1876.